# Військове летовище «Чкаловський»
Чкаловський (рос. Чкаловский) — військовий аеродром у Московській області, за 31 км на північний схід від Москви, на південно-східній околиці міста Щолково, за 2 км на захід Зоряного містечка. Заснований на початку 1930-х років.

## Історія

### Початок 1930-х років
У 1929 році було прийнято рішення про створення нової льотно-випробувальної бази союзного значення поблизу Москви. Тут була побудована найбільша у СРСР злітно-посадкова смуга із залізобетонних плит. Також були споруджені аеродинамічні труби, гіпобаричні камери, спеціальні ваги для зважування літаків, дослідний завод та інші науково-випробувальні об'єкти. Трохи пізніше тут була побудована стартова гірка (перший прообраз злітної смуги трамплінного зльоту для авіаносців), що отримала в народі назву «Чкаловська». Вона була потрібна для старту важких літаків насамперед експериментального типу машин «РД» (рос. Рекорд Дальності).
Датою заснування аеродрому (спочатку називався «Щьолківський») вважається 10 листопада 1932 року, коли було підписано наказ начальника управління ВПС РСЧА Якова Алксніса про введення в експлуатацію аеродрому. Цього ж дня було підписано й другий наказ — про перебазування НДІ ВПС (ГЛІЦ МО ім. Чкалова).

### Середина 1930-х років
У лютому-березні 1933 тут льотчиком-випробувачем Юліаном Піонтковським випробовується літак (гарматний винищувач) І-Z № 39009. Літак мав нести дві гармати АПК-4 під крилами. З 14 вересня по 1 жовтня 1933 тут пройшли держвипробування І-Z № 39010, озброєного вже серійними гарматами АПК-4.
20 липня 1936 року з аеродрому на Далекий Схід стартує екіпаж Чкалова на АНТ-25. Безпосадковий переліт тривав 56 годин до острова Удд в Охотському морі і становив 9375 кілометрів.

### Кінець 1930-х років
18 червня 1937 року екіпаж у складі: командир - Валерій Чкалов, другий пілот - Георгій Байдуков, штурман - Беляков здійснив рекордний переліт на літаку АНТ-25 за маршрутом Москва (Щьолківський аеродром) - Північний полюс - Сполучені Штати Америки, з приземленням на аеродромі Пірсона у Ванкувері, штат Вашингтон.

### Німецько-радянська війна (1941-1945)
З початком війни тут формуються три винищувальні полки (401, 402, 403), два полки пікіруючих бомбардувальників (410, 411), два важкі бомбардувальні полки (420, 421), штурмовий полк (430), розвідувальна ескадрилья, а також три батальйони аеродромного обслуговування (760,761,762) .
Одним із легендарних льотчиків «Чкаловського аеродрому» з перших днів початку війни був підполковник Степан Супрун, командир 401-й ВАП він 30 червня 1941 року] з першою і другою ескадрильями вилетів на Західний фронт на місце базування - аеродром Зубово, за 20 кілометрів на південь від Орші.
Створені на аеродромі винищувальні авіаполки були оснащені секретними тоді літаками МіГ-3. Заводські випробування їх розпочалися у квітні 1940. Супрун стежив за ходом підготовки цієї машини до серії, він був провідним льотчиком-випробувачем МіГа. Один з випробувачів, Олександр Іванович Філін був розстріляний в 1942 за наказом військового трибуналу, в перших пунктах звинувачення йому ставилося у провину заниження дальності МіГ-3.
З червня 1943 року на аеродромі базується 126-й винищувальний авіаційний полк ППО на літаках Ла-5 зі складу 320-ї винищувальної авіаційної дивізії ППО із завданням прикривати Москву та прилеглі військово-промислові об'єкти.

### Російсько-українська війна
У вересні 2023 ГУР МОУ повідомило, що 18 вересня 2023 відбулась диверсія на аеродромі «Чкаловський». Від підриву закладеної вибухівки було пошкоджено літаки Ан-148 та Іл-20 (обидва відносяться до 354-го авіаполку спеціального призначення), а також вертоліт Мі-28Н, який трохи раніше залучався до збиття ударних БПЛА над Московською областю.

## Загальні дані
Аеродром 1 класу. Класифікаційні числа ЗПС (PCN): ЗПС 12П/30Л 31/R/А/W/T, ЗПС 12Л/30П 42/F/B/X/T.
З 1998 року (відповідно до розпорядження уряду Росії 1998 р. № 203 та наказу МО РФ 1998 р. № 397) є аеродромом спільного базування: крім повітряних суден Міноборони РФ, має право приймати повітряні судна МВС РФ, Роскосмосу, а також цивільні повітряні судна (лише на ЗПС 12Л/30П) за попереднім погодженням.
З 1961 по 2011 на території аеропорту розміщувався 30 ЦНДІ МО.

### Авіабаза
На аеродромі дислокована 8-ма авіаційна дивізія особливого призначення в наступному складі:
- 353-й авіаполк особливого призначення;
- 354-й авіаполк особливого призначення;
- 206-й авіаполк особливого призначення.

Тут також базується Державна авіакомпанія «223-й льотний загін» — авіапідприємство для комерційних перевезень на військових літаках (Іл-62М, Іл-76МД, Ту-134А-3, Ту-154Б-2, Ту-154М).
Раніше на аеродромі базувався 70-й ОВТАПОП (окремий випробувально-тренувальний авіаційний полк особливого призначення) ім. В. С. Серьогіна, який входить до складу «Центру підготовки космонавтів» (РДНДІ ЦПК): на озброєнні полку були літаки Іл-76МДК, Ту-154, Ту-134, Л-39 «Альбатрос». На основі колишнього 70-го авіаполку у 2010 року створено авіаційне управління ФДБУ «НДІ ЦПК імені Ю. А. Гагаріна», куди були частково передані літаки та льотно-технічний склад полку.
8-ма авіаційна дивізія особливого призначення (створена у 1992 році на основі 10-ї ОКАБОН, до 1960 року 2-а авіаційна Червонопрапорна дивізія особливого призначення) була розформована 2010 року і заново сформована в 2017.
На території аеродрому розташований полк в/ч 52531 та ін. з 4 батальйонами обслуговування й охороною аеродрому.

### Аеропорт Чкаловський
Підписаним прем'єр міністром В. С. Черномирдіним розпорядженням уряду РФ від 19.12.1994 № 1973-р, Чкаловський став відкритий для міжнародних польотів військових повітряних суден, ставши міжнародним аеропортом — звідси за разовими дозволами здійснюються чартерні цивільні пасажирські та вантажні авіаперевезення, у грудні 1999 року було створено Відкрите акціонерне товариство «Аеропорт „Чкаловський“», планується відкриття спеціального пасажирського термінала.
Передбачалося, що із липня 2010 року з аеропорту Чкаловський будуть здійснюватися регулярні пасажирські рейси до Абхазії літаками ВПС Росії два рейси на тиждень. Але вийшов наказ Ространснагляду від 22.01.2009 № ак-25фс «Про відмову в наданні ліцензії відкритому акціонерному товариству „Аеропорт Чкаловський“» з формулюванням: «Відмовити в наданні ліцензії на здійснення діяльності щодо забезпечення авіаційної безпеки Відкритому акціонерному товариству „Аеропорт Чкаловський“ (скорочене найменування — ВАТ „Аеропорт Чкаловський“,…) у зв'язку з невідповідністю здобувача ліцензії ліцензійним вимогам та умовам.»
Голландський архітектор Рейнір де Грааф в рамках виставки-конкурсу на розробку концепції московської агломерації у 2012 запропонував створити подвійну електричну інфраструктурну мережу (одна для високошвидкісної залізниці, а ще одна — для електричного громадського транспорту), яка з'єднала б чотири периферійних «магніта» навколо аеропортів «Домодєдово», «Шереметьєво», «Внуково» та «Чкаловський». Аеропорт «Чкаловський», на думку архітектора, слід перетворити на вантажний, таким чином, він може стати одним з найбільших у світі.

## Катастрофи та інциденти

### Подія з літаком Ту-154 29 квітня 2011 року
Серйозна авіакатастрофа літака Ту-154 була відвернена в Московській області 29 квітня 2011 року завдяки майстерності військових льотчиків. Літак з бортовим номером RA-85563, який стояв на зберіганні близько десяти років, було вирішено перегнати з аеродрому Чкаловський на капітальний ремонт — завод «Авіакор» в Самарі. Одразу ж після зльоту сталася відмова системи керування літаком. Утримувати його в більш-менш горизонтальному положенні льотчикам вдавалося за допомогою двигунів, міняючи їх тягу, а також положення елеронів. Літак, однак, сильно кренився то на одне, то на інше крило, втрачаючи висоту. З другого заходу льотчикам вдалося посадити літак на злітно-посадкову смугу аеродрому Чкаловський та запобігти його падінню на будови та людей.
Під час перевірки встановлено, що причиною події стало неправильне з'єднання інженером одного з елементів автоматичної бортової системи керування до бортової системи живлення літака. Командиру окремої вертолітної ескадрильї ВПС РФ внесено подання про усунення порушень.